# 海南三七
海南三七又名海南山柰、山奈孔雀薑、山柰孔雀薑（学名：Kaempferia rotunda）为姜科山柰属下的一个种。